# Шитиков, Георгий Трофимович
Георгий Трофимович Ши́тиков (1903—1978) — советский конструктор военной радиоаппаратуры, Лауреат Сталинских премий (1943, 1950), заслуженный деятель науки и техники РСФСР (1965), доктор технических наук (1953), профессор, полковник. Руководил разработкой и освоением в производстве первой советской серийной УКВ ЧМ радиостанции.

## Биография
Родился в деревнеЗюзинка (ныне Щигровский район, Курская область) 1 (14) апреля 1903 года в многодетной крестьянской семье — у него было ещё три брата и две сестры, один из братьев погиб в боях Первой мировой войны. У родителей было 40 десятин земли, 3 коровы и мельница; в 1920 году у него умерла мать, в 1922 году — отец.
В 1921 году, окончив среднюю школу, поехал в Москву, где поступил в Электротехнический институт связи, который в 1924 году вошёл в состав Московского высшего технического училища. Одновременно с учёбой работал в студенческих трудовых организациях, с марта 1925 года был лаборантом Научно-испытательного института связи Красной Армии (НИИС КА) («16 Центральный научно-исследовательский испытательный ордена Красной Звезды институт имени маршала войск связи А. И. Белова» Министерства обороны РФ).
Окончив в 1928 году приборостроительный факультет МВТУ, стал работать в НИИС КА инженером-конструктором. Специализировался в области измерительных приборов, работал под руководством главного инженера института академика АН СССР М. В. Шулейкина. Группа учёных, в которую входил и Г. Т. Шитиков, провела большую работу по изучению ультракоротких радиоволн (25…40 МГц), наметила пути усовершенствования техники УКВ, указала области их применения и особенности распространения в разных условиях. В 1938 году им поручили разработать переносную УКВ радиостанцию с амплитудной модуляцией. Созданная новая станция А-4 в конце 1940 года показала высокую стабильность частоты.
Вскоре после начала войны, 19 сентября 1941 года его призвали в армию и назначили начальником лаборатории НИИС КА. Он занимался организацией изготовления радиостанции А-4 с амплитудной модуляцией и супергетеродинным приемником на заводе «Электросчетчик» — было выпущено 20 комплектов. Тогда же, на базе радиостанции А-4 началась начали разработка радиостанций А-5 и А-6, а затем и А-7, первой советской УКВ радиостанции с частотной модуляцией для работы в радиосетях стрелковых полков и артиллерийских дивизионов. Главным конструктором этой радиостанции был Шитиков. К концу октября 1942 года была выпущена опытная партия из 50 радиостанций, а с начала 1943 года было запущено серийное производство; выпуск был доведён до 1000—1200 комплектов в месяц.
С 22 июля 1942 года был переведён из НИИС КА на должность главного конструктора завода № 2 Наркомата обороны, который был создан на базе эвакуированного в Сарапул московского завода № 203 имени Орджоникидзе Наркомата электропромышленности. Шитиков обеспечил серийное производство радиостанций А-7 на заводе № 2 НКО в Москве и содействовал их выпуску на заводе в Новосибирске, ленинградском заводе им. Козицкого, в Барнауле.
К осени 1942 года, кроме выпуска радиостанций А-7, Шитиковым было налажен на заводе выпуск коротковолновых радиостанций 13-Р, по 1000—1200 штук в месяц.
12 октября 1944 года был уволен в запас из рядов РККА с оставлением на работе в системе НКЭП, а 3 февраля 1945 года вернулся в НИИС КА на должность помощника начальника отдела; 23 августа 1949 года приказ об увольнении из кадров ВС СССР был отменен.
С 27 июня 1945 года по 6 сентября 1948 года он руководил рядом отделов, а затем — особым конструкторским бюро.
18 июля 1950 года был назначен заместителем начальника Центрального научно-исследовательского испытательного института связи Советской армии по научной работе по радиосредствам и занимал эту должность до конца 1958 года.
В 1952 году защитил докторскую диссертацию; содержавшиеся в ней рекомендации были реализованы во всех объектах системы вооружения.
С января 1959 года по январь 1969 года состоял научным консультантом Группы научных консультантов Центрального научно-исследовательского испытательного института связи МО СССР; 8 января 1969 года был уволен в отставку, но продолжал трудиться в институте в качестве служащего.
Умер 15 июня 1978 года в Мытищах. Похоронен на кладбище городского поселения Пироговский Мытищинского района Московской области.

По мнению конструктора радиоаппаратуры В. Н. Сосунова: «…Это был человек, в котором на редкость удачно сочетались качества исследователя, конструктора и доброго человека. Он умел учить и увлекать работой коллектив».

## Награды и премии
- заслуженный деятель науки и техники РСФСР.
- Сталинская премия третьей степени (1943) — за разработку нового типа радиостанции (А-7)
- Сталинская премия третьей степени (1950) — за работу в области радиотехники[1]
- два ордена Красной Звезды (1943, 1956)
- орден «Знак Почета» (1941),
- орден Трудового Красного Знамени (1962);
- медаль «За боевые заслуги»
- медаль «За оборону Москвы»,

## Память
В 2007 году в 25-м микрорайоне г. Мытищи на доме по адресу: Олимпийский проспект, д. 15 корп. 1, была установлена памятная доска с надписью: «Микрорайон имени Шитикова назван в честь Заслуженного деятеля науки и техники РСФСР доктора технических наук профессора Шитикова Георгия Трофимовича, проживавшего в этом районе с 1930 по 1978 гг.».